# Абдукаимов, Урмат
Урмат Абдукаимов (род. 5 ноября 1991) — киргизский футболист, нападающий клуба «Талант». Мастер спорта Кыргызстана (2012).

## Биография
Дебютировал в высшей лиге Кыргызстана в 2008 году в составе команды «Дордой-Плаза», а в следующем сезоне играл за клуб «Камбар-Ата» (Джалал-Абад). В 2010—2011 годах выступал за «Дордой», но преимущественно играл за вторую команду клуба. Победитель и лучший бомбардир (25 голов) северной зоны первой лиги 2011 года.
В 2012 году перешёл в бишкекскую «Алгу», где также был игроком резервного состава. Вторую половину сезона 2012 года провёл в бишкекском «Динамо-МВД». 18 августа 2012 года отличился хет-триком в матче высшей лиги против «ФЦ-95» (4:0). В 2013 году вернулся в «Алгу», где продолжал выступать за вторую команду и изредка привлекался к матчам основы. Осенью 2015 года играл на правах аренды за аутсайдера высшей лиги «Кей Джи Юнайтед».
С 2017 года выступает в высшей лиге за «Кара-Балту». В 2018 году стал автором 9 голов.
Выступал за сборные Кыргызстана младших возрастов, в том числе за команду до 19 лет.

## Достижения
- Лучший тренер Кыргызстана: 2023[2]